# إيزادور داير
إيزادور داير (بالإنجليزية: Isadore Dyer)‏ هو طبيب أمريكي، ولد في 2 نوفمبر 1865، وتوفي في 12 أكتوبر 1920.